# Книпстро, Иоанн
Иоанн Книпстро (нем. Johannes Knipstro, Knypstro, также Knipstrovius; 1 мая 1497, Зандау — 4 октября 1556, Вольгаст) — один из главных реформаторов Померании.
Был францисканским монахом, но попал под влияние Лютера. Позже стал первым генерал-суперинтендантом Померании; в 1552 издал «Antwort der Theologen und Pastoren in Pommern auf die Confession Andreae Osiandri».